# Splendrillia coccinata
Splendrillia coccinata é uma espécie de gastrópode do gênero Splendrillia, pertencente a família Drilliidae.